# Kuroczkino (obwód kurski)
Kuroczkino (ros. Курочкино) – chutor w zachodniej Rosji, w sielsowiecie pieńskim rejonu biełowskiego w obwodzie kurskim.

## Geografia
Miejscowość położona jest nad rzeką Psioł, 7 km od centrum administracyjnego sielsowietu pieńskiego Pieny, 16 km od centrum administracyjnego rejonu Biełaja, 69 km od Kurska.
W granicach miejscowości znajduje się 13 domostw.

## Demografia
W 2010 r. miejscowość liczyła 4 mieszkańców.